# Талма
Талма́ (укр. Талма, крымскотат. Talma, Талма) — источник в Крыму, находится на юго-восточном склоне Бабуган-яйлы в 2,5 км к югу от горы Куш-Кая (1339 м) и в 4 км к северо-западу от села Малый Маяк.
Талма (крымскотат. talma) в переводе с крымскотатарского языка означает «усталость». Название источник, скорее всего, приобрел по названию старого пути на Бабуган-яйлу проходящего через него — Талма-Богаз (дословно — «утомительный проход, маршрут»). В настоящее время это еле заметная тропа, особенно на самом плато, а в средневековое и античное время этот путь играл важную роль в транспортной связи отдельных местностей крымского побережья. Описание этого источника встречается в издании Н. Головкинского «Источники Чатырдага и Бабугана» за 1893 год, где Головкинский указывал расход источника в 100 вёдер за сутки (приблизительно 0,014 л/с). Сейчас источник дает не более 0,05-0,1 л/с. По измерениям Н. Головкинского температура воды в источнике составляла 8,2 °C. Выходит из пород известнякового щебня. Каптаж источника частично сохранился и представляет собой продолговатую каменную чашу диаметром около 40 см. Такое каптирование было произведено в средневековое время, в настоящее время система каптажа изменена: стальная труба уложена в траншею, засыпана камнями и транспортирует воду в каменную чашу. В 5 метрах от источника, вниз по склону, находится заиленная мочажина, бывшая ранее питьевым бассейном.